# Сретен Јоцић
Сретен Јоцић (24. октобар 1962), познат и као Јоца Амстердам, српски је криминалац пореклом из Велике Крсне који је деловао у Холандији. Осуђен је на 15 година затвора због убиства Горана Марјановића у јулу 1995. године и издржава казну у затвору Забела у Пожаревцу у Србији.

## Биографија
Сретен Јоцић, у јавности познатији као Јоца Амстердам, побегао је у иностранство 1984. године, наводно на основу тога што су комунисти желели да га убију, „јер је потицао из ројалистичке породице“. Више деценија провео је ван Србије живећи, радећи, али и често боравећи по иностраним затворима, због сумњи да је трговао дрогом и да је наручилац бројних убистава. У Холандији је боравио током 80-тих година прошлог века, док је у Бугарској, где је познат као „краљ кокаина“, живео током 90- тих под заштитом тамошњих служби безбедности. Иза Јоцe Амстердама постоји дуга легенда, али такође и недовољни докази за то; иначе би вероватно био у затворима неколико европских земаља.
Страна криминална каријера Сретена Јоцића започиње успостављањем јаких контаката са међународним подземљем. Јоцић је од самог почетка био предмет бројних полицијских оптужби за одговорност у ликвидацијама широм Европе. Неколико држава сумњичи га да је одговоран за убиства полицајаца, што још није доказано. Медији у Европи су га осудили за тешке злочине у Холандији, Белгији, Немачкој, Аустрији, Грчкој, Канади, Тајланду, Јужној Африци и многим другим земљама. Српски медији су се за њега посебно заинтересовали јер се сматрало да је умешан у бројне ликвидације током деведесетих у Србији, али и зато што је наводно био један од водећих људи београдског подземља. Јоцић је 2002. године ухапшен у Софији, а већ тада се претпостављало да је завршио иза решетака захваљујући сведочењима Душана Спасојевића и Милорада Улемека Легије, осуђених за атентат на српског премијера Зорана Ђинђића.
Интерполова потерница за њим је расписана 2001. године. Апелациони суд у Амстердаму је 1993. године у одсуству осудио је Јоцића због пуцњаве на полицајца. 20. јуна 2002, ухапшен је у бугарској престоници Софији и одмах изручен Холандији, где је 19. марта 2004. године одслужио затворску казну на коју је раније био осуђен. Због неколико истрага које су у међувремену покренуте против њега, у холандском затвору „Вухт“ задржан је до марта 2006. године, када је изручен Србији и спроведен у окружни затвор. Из притвора је изашао после два месеца уз кауцију. За њим се трагало и у Немачкој због сумње на шверц хероина и кокаина.
Ухапшен је у Београду 27. априла 2009. Овога пута Јоцић је осумњичен као покретач убиства хрватског новинара Иве Пуканића. У октобру 2009. објављено је да је осумњичен за планирање напада на српску министарку правде Снежану Маловић. Холандско јавно тужилаштво такође га је сумњичило за убиство трговца дрогом у Подгорици 2006. године у вези са борбом за власт са Вилемом Холледером. Он је 3. јуна 2010. године у Србији осуђен на 15 година затвора због планирања атентата на Горана Марјановића и његову девојку Јелену Ђорђевић. Убијени су у предграђу Београда у јулу 1995. У каснијој фази суђења казна је претворено у 11 година затвора.